# Джеронимо Стилтон (мультсериал)
Джеронимо Стилтон (англ. Geronimo Stilton) — итальянский мультипликационный сериал, созданный в 2009 году на основе одноимённой серии книг.
15 апреля 2010 года, Atlantyca Entertainment и MoonScoop объявили, что они будут продолжать сериал со второго сезона двадцать шестого эпизода, премьера которого состоялась в Италии 24 октября 2011 года. Третий сезон показан 15 сентября 2014 года.

## Производство
Atlantyca Entertainment, правообладатель, решил разрабатывать и производить мультсериал. 26 эпизодов по 22 минут были созданы в течение первых двух сезонов.

## Главные герои
Джеронимо Стилтон — главный герой мультсериала. Журналист и главный редактор газеты «Эхо Мышенции» и глава огромной медиа-компании. Во втором сезоне он ведет новости по телевидению. Он хорошо воспитан, стремится к знаниям, уважает мораль и этику. Страдает морской болезнью и боится высоты. Поэтому, не любит передвигаться на воздушном и водном транспорте, кроме Мета-мыши. Джеронимо немного неуклюж, что приводит к постоянным комичным ситуациям.
Бенджамин Стилтон — 12-летний компьютерный гений, любимый племянник Джеронимо. Имеет необычный гаджет «Бенпад», напоминающий планшет. Работает в газете — он ведет новостной блог. Энергичный, импульсивный, любит скейтбординг.
Тея Стилтон — младшая сестра Джеронимо, специальный корреспондент газеты. Обожает экстремальный спорт и приключения, ездит на мотоцикле, летает на самолёте, прыгает с парашютом, занимается боевыми искусствами.
Зед Стилтон — нагловатый кузен Джеронимо. Не работает в газете, но часто путешествует вместе с кузеном. Он постоянно шутит и разыгрывает окружающих, особенно доверчивого главного героя.
Салли Мак-Мауси — соперница Джеронимо из газеты «Крысиный голос». Её появление всегда приносит неприятности всем Стилтонам, кроме того, она испытывает личную неприязнь к Джеронимо.
Саймон Пискун — работает в газете «Крысиный голос» в качестве личного помощника Салли Мак-Мауси, делает вместе с ней мелкие пакости. В пятой серии первого сезона стало известно, что он владеет искусством карате. Саймон сделает любое грязное дело Салли Мак-Мауси, и ищет компромат на Джеронимо, чтобы понизить его репутацию, тем самым убрав главного конкурента газеты «Крысиный голос».

## Показ мультсериала в мире
| Страна               | Канал                              | Год                           |
| -------------------- | ---------------------------------- | ----------------------------- |
| Италия               | Rai 2                              | 15 сентября, 2009             |
| Бельгия              | Nickelodeon (Flanders)             | 21 сентября, 2009             |
| Нидерланды           | Nickelodeon (Netherlands)          | 21 сентября, 2009             |
| Испания ·            | Boing Canal Super3 Cartoon Network | Сентябрь 2010 — Сентябрь 2013 |
| Португалия           | RTP 2 Canal Panda                  | Ноябрь 2009                   |
| Канада               | SRC Imavision (DVD release)        | 24 августа, 2010              |
| Франция              | M6                                 | 2010                          |
| Швеция               | Nickelodeon (Sweden)               | 2010                          |
| Финляндия            | MTV 3                              | 2010                          |
| Норвегия             | TV2 Norway                         | 2010                          |
| Дания                | Nickelodeon (Europe)               | 2010                          |
| Венгрия              | Minimax (Hungary)                  | 2010                          |
| Чехия                | Minimax (Czech Republic)           | 2010                          |
| Румыния              | Minimax (Romania)                  | 2010                          |
| Словения             | Minimax (Slovenia)                 | 2010                          |
| Сербия               | Minimax (Serbia)                   | 2010                          |
| Северная Македония   | Minimax (Serbia)                   | 2010                          |
| Босния и Герцеговина | Minimax (Serbia)                   | 2010                          |
| Черногория           | Minimax (Serbia)                   | 2010                          |
| Индия                | Chutti TV, Kochu TV                | 2011                          |
| Латвия               | LTV                                | 2010                          |
| Польша               | TVN Style, TVN, Nickelodeon        | 3 июля, 2010                  |
| Сингапур             | MediaCorp, okto                    | 2010                          |
| Таиланд              | True Vision                        | 2010                          |
| Израиль              | Logi                               | 2010                          |
| Венгрия              | CANTABRAVA (DVD release)           | 2010                          |
| Республика Корея     | KBSN (Kids)                        | 23 августа, 2010              |
| Малайзия             | NTV7                               | Октябрь 2011                  |
| Катар                | JeemTV                             | Январь 2010                   |
| Россия               | Карусель                           | 2 июня, 2013                  |
| Австралия            | Eleven                             | 13 июля, 2014                 |
| Сирия                | Spacetoon                          | 2015                          |
| Вьетнам              | HTV3                               | 2015                          |
| Великобритания       | CBBC (TV channel)                  | 2015                          |